# Ntshingwayo Khoza
Ntshingwayo kaMahole Khoza (* 1809; † 21. Juli 1883) war ein Häuptling (inKosi) des südafrikanischen Volkes der Khoza und Heerführer im Zulukrieg. Er besiegte die Briten in der Schlacht bei Isandhlwana.

## Leben

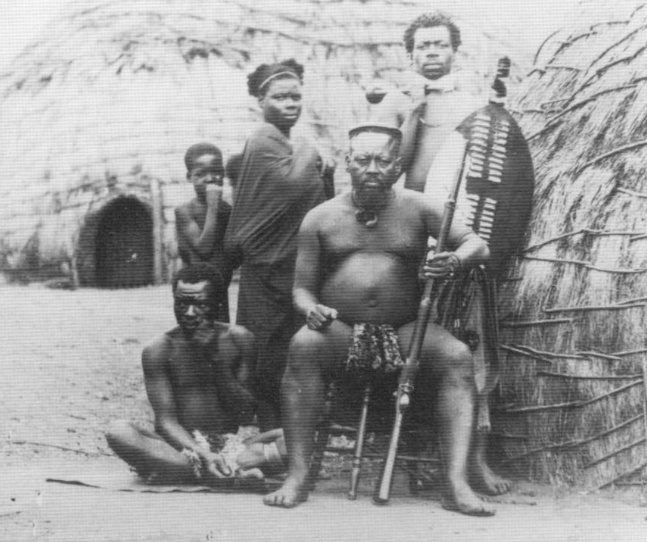
Ntshingwayo Khoza zur Zeit des Zulukrieges

Ntshingwayo Khoza zählte zu den Ratgebern König Cetshwayos, obwohl er im zweiten Bürgerkrieg im Zululand (1856) dessen Gegner favorisiert hatte. Aus diesem Grund hegte der König ihm gegenüber auch zeitlebens ein gewisses Misstrauen. 
Im Zulukrieg von 1879 fungierte Nshingwayo, der damals fast 70 Jahre alt war, als Senior-Kommandant der bis zu 40.000 Mann starken Armee der Zulu. In der Schlacht bei Isandhlwana am 22. Januar 1879 überraschte er die Briten und konnte ihnen eine katastrophale Niederlage beibringen. Das britische Kontingent von über 1.300 Soldaten wurde dabei nahezu vollständig aufgerieben.
Am 28. März kam es zur Schlacht von Hlobane zwischen einer britischen Abteilung unter Redvers Buller, dem späteren Oberbefehlshaber im Burenkrieg, und der Hauptarmee der Zulu. Ntshingwayo Khoza war erneut siegreich und die Briten verloren fast ein Drittel ihrer eingesetzten Truppen. 
Am 29. März unterlag Ntshingwayo Khozas Streitmacht von etwa 20.000 Mann in der Schlacht von Kambula einem britischen Kontingent aus 2.000 Mann unter Oberst Evelyn Wood.
Mitte August ergab sich Ntshingwayo mit den ihm noch verbliebenen Truppen den Briten, die bereits zwei Wochen nach der Entscheidungsschlacht bei Ulundi darüber informiert hatten, dass das Zulu-Königreich nicht mehr bestünde. Im dritten Bürgerkrieg im Zululand (1883–1884) stand Ntshingwayo an der Seite des von den Briten in einem verkleinerten Königreich wieder eingesetzten Königs Cetshwayo, welcher im Juli 1883 die entscheidende Schlacht bei oNdini gegen seine Widersacher verlor. Ntshingwayo wurde zusammen mit zahlreichen anderen hohen Würdenträgern, die zum Teil schon unter Cetshwayos Vorgängern bedeutende Positionen innegehabt hatten, während der chaotischen Flucht, die der Niederlage folgte, getötet.   